# Primera División de Andorra
La Primera División de Andorra (en catalán: Primera Divisió d'Andorra, llamada Lliga Multisegur Assegurances por razones de patrocinio,) es la máxima categoría masculina del sistema de ligas de Andorra y la principal competición a nivel de clubes del país. Es organizada por la Federación Andorrana de Fútbol (FAF) y comenzó a disputarse en la temporada 1995-96. El campeonato sigue un sistema de ascensos y descensos desde 1999.

## Historia
Los orígenes de la liga andorrana se remontan a la creación de la Federación Andorrana de Fútbol (FAF) en 1994. El país cuenta desde 1942 con un club de fútbol en el sistema de ligas español, el Fútbol Club Andorra, y en la década de 1970 varios equipos locales habían impulsado campeonatos amateur sin consideración oficial. La creación de la liga era una condición necesaria para que Andorra fuese aceptada como miembro activo de la UEFA, lo cual se hizo oficial en 1996.
La temporada inaugural de 1995-96 deparó como primer campeón al Futbol Club Encamp. El vencedor de la siguiente edición, el Club Esportiu Principat, se convirtió en el primer equipo andorrano en disputar competición europea. A partir de 1999 se estableció un sistema de ascensos y descensos con la creación de la Segunda División, que redujo el número de clubes en la élite a los ocho actuales.

## Participantes

### Temporada 2025-26
| Equipo                  | Ciudad                  |
| ----------------------- | ----------------------- |
| Atlètic Club d'Escaldes | Las Escaldas-Engordany  |
| Carroi                  | Andorra la Vieja        |
| Ranger's                | Andorra la Vieja        |
| Penya Encarnada         | Andorra la Vieja        |
| Esperança d'Andorra     | Andorra la Vieja        |
| Inter Club d'Escaldes   | Las Escaldas-Engordany  |
| FC Ordino               | Ordino                  |
| Pas de la Casa          | El Pas de la Casa       |
| FC Santa Coloma         | Santa Coloma de Andorra |
| UE Santa Coloma         | Santa Coloma de Andorra |

## Sistema de competición
La Primera División es la máxima categoría del sistema de ligas de Andorra, organizada por la Federación Andorrana de Fútbol (FAF). La competición se disputa anualmente, desde septiembre hasta mayo del año siguiente, y está formada por diez participantes que representan a parroquias de Andorra.
El campeonato consta de una fase regular a cuatro ruedas. Los diez equipos se enfrentan entre sí bajo el sistema de todos contra todos a tres ruedas, completando un total de 27 fechas. 
La Federación Andorrana de Fútbol es quien asigna los estadios disponibles para cada encuentro, así como los campos de entrenamiento. Hasta 2016, todos los partidos de Primera y Segunda División se disputaban en el Camp d'Esports d'Aixovall. El único equipo andorrano que cuenta con sus propias instalaciones es el F. C. Encamp. La lista de estadios disponibles es la siguiente:
1. Estadi Comunal (Andorra la Vieja)
2. Campo de Fútbol de Encamp (Encamp)
3. Centre d'Entrenament de la FAF (Andorra la Vieja)
4. Centre Esportiu d'Alàs (Alás Serch, Lérida, España)
5. Centre Esportiu d'Ordino (Ordino)
6. CE Francesc Vila (La Massana)

El campeón de liga tiene derecho a disputar la ronda preliminar de la Liga de Campeones de la UEFA. El segundo clasificado y el campeón de la Copa de Andorra jugarán la ronda preliminar de la Liga de Conferencia Europa de la UEFA; en caso de que el vencedor de la Copa esté entre los dos mejores del país, el tercer clasificado obtiene esa plaza. Desciende a Segunda División el último clasificado, reemplazado por el vencedor de dicha categoría, mientras que el penúltimo disputará la promoción por la permanencia frente al subcampeón de la división inferior.

## Historial
| Temporada | Campeón                 | Subcampeón              | Tercero                 | Goleador                                                                  | Notas |
| --------- | ----------------------- | ----------------------- | ----------------------- | ------------------------------------------------------------------------- | --- |
| 1994-95   | F. C. Santa Coloma      | -                       | -                       | -                                                                         | La FAF reconoce el título a pesar de que no se celebró una liga oficial.                                                                           |
| 1995-96   | F. C. Encamp            | C. E. Principat         | F. C. Santa Coloma      | -                                                                         | |
| 1996-97   | C. E. Principat         | F. C. Andorra Veterans  | F. C. Encamp            | Patricio González - 25 (Principat)                                        | |
| 1997-98   | C. E. Principat         | F. C. Santa Coloma      | F. C. Encamp            | Rafael Sánchez - 36 (FC Santa Coloma)                                     | |
| 1998-99   | C. E. Principat         | F. C. Santa Coloma      | F. C. Encamp            | -                                                                         | |
| 1999-00   | Constel·lació Esportiva | F. C. Santa Coloma      | Inter Club d'Escaldes   | -                                                                         | Creación de la Segunda División. Liga reducida a ocho equipos.                                                                                     |
| 2000-01   | F. C. Santa Coloma      | U. E. Sant Julià        | Inter Club d'Escaldes   | -                                                                         | |
| 2001-02   | F. C. Encamp            | U. E. Sant Julià        | F. C. Santa Coloma      | -                                                                         | |
| 2002-03   | F. C. Santa Coloma      | F. C. Encamp            | U. E. Sant Julià        | -                                                                         | |
| 2003-04   | F. C. Santa Coloma      | U. E. Sant Julià        | F. C. Rànger's          | Jorge Filipe Sa Silva - 16 (Sant Julià)                                   | |
| 2004-05   | U. E. Sant Julià        | F. C. Rànger's          | F. C. Santa Coloma      | -                                                                         | |
| 2005-06   | F. C. Rànger's          | U. E. Sant Julià        | F. C. Santa Coloma      | -                                                                         | |
| 2006-07   | F. C. Rànger's          | F. C. Santa Coloma      | U. E. Sant Julià        | Norberto Urbani - 14 (Rànger's) Joan Toscano - 14 (FC Santa Coloma)       | |
| 2007-08   | F. C. Santa Coloma      | U. E. Sant Julià        | F. C. Rànger's          | -                                                                         | |
| 2008-09   | U. E. Sant Julià        | F. C. Santa Coloma      | C. E. Principat         | Norberto Urbani - 22 (Rànger's)                                           | |
| 2009-10   | F. C. Santa Coloma      | U. E. Santa Coloma      | U. E. Sant Julià        | Gabi Riera - 19 (Sant Julià)                                              | |
| 2010-11   | F. C. Santa Coloma      | U. E. Sant Julià        | F. C. Lusitanos         | Victor Bernat - 16 (UE Santa Coloma)                                      | |
| 2011-12   | F. C. Lusitanos         | F. C. Santa Coloma      | U. E. Santa Coloma      | Victor Bernat - 14 (UE Santa Coloma)                                      | |
| 2012-13   | F. C. Lusitanos         | F. C. Santa Coloma      | U. E. Santa Coloma      | Bruninho - 17 (Lusitanos)                                                 | |
| 2013-14   | F. C. Santa Coloma      | U. E. Santa Coloma      | U. E. Sant Julià        | Luis Miguel dos Reis - 13 (Lusitanos)                                     | |
| 2014-15   | F. C. Santa Coloma      | F. C. Lusitanos         | U. E. Santa Coloma      | Cristian Martínez - 22 (FC Santa Coloma)                                  | |
| 2015-16   | F. C. Santa Coloma      | F. C. Lusitanos         | U. E. Sant Julià        | Victor Bernat - 12 (UE Santa Coloma)                                      | |
| 2016-17   | F. C. Santa Coloma      | U. E. Sant Julià        | U. E. Santa Coloma      | Victor Bernat - 18 (UE Santa Coloma)                                      | |
| 2017-18   | F. C. Santa Coloma      | U. E. Engordany         | U. E. Sant Julià        | Chus Sosa - 14 (FC Santa Coloma)                                          | |
| 2018-19   | F. C. Santa Coloma      | U. E. Sant Julià        | Inter Club d'Escaldes   | Nico Medina - 10 (Lusitanos)                                              | |
| 2019-20   | Inter Club d'Escaldes   | F. C. Santa Coloma      | Engordany               | Genís Soldevila - 16 (Inter Club d'Escaldes)                              | Inter Club d'Escaldes obtuvo su primer título de liga de su historia, rompiendo la racha de seis títulos consecutivos del FC Santa Coloma.         |
| 2020-21   | Inter Club d'Escaldes   | U. E. Sant Julià        | F. C. Santa Coloma      | Guillaume Lopez - 16 (Engordany)                                          | |
| 2021-22   | Inter Club d'Escaldes   | U. E. Santa Coloma      | U. E. Sant Julià        | Guillaume Lopez - 21 (FC Santa Coloma)                                    | |
| 2022-23   | Atlètic Club d'Escaldes | Inter Club d'Escaldes   | F. C. Santa Coloma      | Guillaume Lopez - 15 (Atlètic Club d'Escaldes)                            | Atlètic Club d'Escaldes obtuvo su primer título de liga de su historia, rompiendo la racha de tres títulos consecutivos del Inter Club d'Escaldes. |
| 2023-24   | U. E. Santa Coloma      | Inter Club d'Escaldes   | Atlètic Club d'Escaldes | Guillaume Lopez - 20 (Atlètic Club d'Escaldes)                            | UE Santa Coloma obtuvo su primer título de liga de su historia.                                                                                    |
| 2024-25   | Inter Club d'Escaldes   | Atlètic Club d'Escaldes | F. C. Santa Coloma      | Guillaume López - 20 (Inter Club d'Escaldes) Armando León - 20 (Rànger's) | |

### Palmarés
| Club                      | Títulos | Subcampeonatos | Años de los campeonatos                                                                                             |
| ------------------------- | ------- | -------------- | --- |
| F. C. Santa Coloma        | 13      | 8              | 1994-95, 2000-01, 2002-03, 2003-04, 2007-08, 2009-10, 2010-11, 2013-14, 2014-15, 2015-16, 2016-17, 2017-18, 2018-19 |
| Inter Club d'Escaldes     | 4       | 2              | 2019-20, 2020-21, 2021-22, 2024-25                                                                                  |
| C. E. Principat †         | 3       | 1              | 1996-97, 1997-98, 1998-99                                                                                           |
| U. E. Sant Julià          | 2       | 9              | 2004-05, 2008-09 |
| F. C. Lusitanos           | 2       | 2              | 2011-12, 2012-13 |
| F. C. Encamp              | 2       | 1              | 1995-96, 2001-02 |
| F. C. Rànger's            | 2       | 1              | 2005-06, 2006-07 |
| U. E. Santa Coloma        | 1       | 3              | 2023-24 |
| Atlètic Club d'Escaldes   | 1       | 1              | 2022-23 |
| Constel·lació Esportiva † | 1       | -              | 1999-00 |
| U. E. Engordany           | 0       | 1              | - |
| F. C. Andorra Veterans    | 0       | 1              | - |

- † Equipo desaparecido.

### Títulos por parroquia
| Parroquia              | Títulos | Subtítulos | Tercer lugar | Clubes campeones |
| Andorra la Vieja       | 22      | 16         | 15           | FC Santa Coloma (13), CE Principat (3), FC Rànger's (2), FC Lusitanos (2), Constel·lació Esportiva (1), UE Santa Coloma (1) |
| Las Escaldas-Engordany | 5       | 4          | 5            | Inter Club d'Escaldes (4), Atlètic Club d'Escaldes (1)                                                                      |
| San Julián de Loria    | 2       | 9          | 7            | UE Sant Julià (2) |
| Encamp                 | 2       | 1          | 3            | FC Encamp (2) |

## Clasificación histórica
Tabla histórica de la Primera División de Andorra desde su instauración en la temporada 1995-96 hasta finalizada la temporada 2020-21.
| N.º | Club                     | Temp. | P.D. | P.G. | P.E. | P.P. | G.F. | G.C. | Puntos | Desc. |
| --- | ------------------------ | ----- | ---- | ---- | ---- | ---- | ---- | ---- | ------ | ----- |
| 1.  | FC Santa Coloma          | 27    | 568  | 363  | 123  | 83   | 1459 | 471  | 1212   |       |
| 2.  | UE Sant Julià            | 27    | 568  | 301  | 119  | 148  | 1337 | 686  | 1022   |       |
| 3.  | Inter Club d'Escaldes    | 25    | 521  | 191  | 82   | 246  | 765  | 986  | 666    |       |
| 4.  | FC Lusitanos             | 19    | 401  | 178  | 71   | 154  | 1079 | 611  | 605    |       |
| 5.  | CE Principat             | 19    | 376  | 169  | 53   | 154  | 851  | 696  | 560    |       |
| 6.  | FC Encamp                | 20    | 417  | 154  | 70   | 193  | 744  | 825  | 535    |       |
| 7.  | UE Santa Coloma          | 14    | 312  | 155  | 65   | 92   | 647  | 364  | 530    |       |
| 8.  | UE Engordany             | 14    | 312  | 100  | 57   | 155  | 445  | 740  | 357    |       |
| 9.  | FC Rànger's              | 9     | 182  | 99   | 22   | 71   | 397  | 383  | 289    |       |
| 10. | FC Ordino                | 7     | 165  | 54   | 25   | 86   | 233  | 315  | 187    |       |
| 11. | Atlètic Club d'Escaldes  | 6     | 131  | 42   | 30   | 59   | 163  | 214  | 156    |       |
| 12. | Sporting Club d'Escaldes | 8     | 150  | 37   | 27   | 86   | 226  | 450  | 138    |       |
| 13. | Deportivo La Massana     | 5     | 102  | 24   | 23   | 55   | 126  | 248  | 95     |       |
| 14. | Constel·lació Esportiva  | 2     | 34   | 23   | 2    | 9    | 122  | 38   | 71     |       |
| 15. | FC Andorra Veterans      | 2     | 42   | 22   | 5    | 15   | 104  | 95   | 71     |       |
| 16. | FC Aldosa                | 2     | 40   | 19   | 4    | 17   | 70   | 66   | 61     |       |
| 17. | CE Benito                | 2     | 42   | 16   | 6    | 20   | 63   | 81   | 54     |       |
| 18. | CE Carroi                | 3     | 61   | 11   | 9    | 51   | 56   | 148  | 42     |       |
| 19. | FC Engolasters           | 2     | 42   | 11   | 8    | 23   | 54   | 94   | 38     | -3    |
| 20. | Gimnàstic Valira         | 3     | 64   | 7    | 6    | 51   | 81   | 264  | 27     |       |
| 21. | UE Extremenya            | 3     | 64   | 7    | 3    | 54   | 55   | 266  | 24     |       |
| 22. | UE Les Bons              | 1     | 22   | 6    | 4    | 12   | 37   | 66   | 22     |       |
| 23. | FC Penya d'Andorra       | 3     | 67   | 6    | 6    | 55   | 43   | 258  | 21     | -3    |
| 24. | FC Casa del Benfica      | 2     | 40   | 3    | 4    | 33   | 28   | 165  | 13     |       |
| 25. | Spordany Juvenil         | 2     | 40   | 4    | 0    | 36   | 48   | 238  | 12     |       |
| 26. | Construccions Entrimo    | 1     | 18   | 1    | 1    | 16   | 18   | 78   | 4      |       |
| 27. | CE Jenlai                | 1     | 27   | 2    | 1    | 24   | 18   | 137  | 4      | -3    |